# Bækørred
Bækørreden (Salmo trutta fario) er en underart af ørred. Den klækkes i et vandløb og tilbringer hele sit liv der. Hvis den var vandret til en sø, ville den være blevet til en søørred. Langt de fleste ørreder vælger dog at svømme ud i havet og blive til havørreder, der altid har været den dominerende form. Bækørred vejer sjældent mere end 2½ kilo, men i sjældne tilfælde fanges rektordstore bækørreder på 4-5 kilo. Det er også lavet opdræts-bækørreder til udsætning i lystfisker-søer, såkaldte 'Put and Take'-søer samt ophjælpning af vilde bestande. Bækørreden lever af insekter, tanglopper og mindre fisk, herunder andre bækørreder. Den er eftertragtet af lystfiskere.

## Udbredelse
Bækørreden er udbredt på det europæiske fastland samt i Storbritannien, Irland, Island, Skandinavien og Rusland. I kolonitiden spredte briterne den til både Nord- og Sydamerika samt andre dele af koloniriget. Særligt Argentina har bestande af store bækørreder.

Der findes også ørredbestande i Nord-, Øst- og Sydafrika samt i Indien, Australien og omkringliggende øer.
| Fisk | Spire Denne artikel om fisk er en spire som bør udbygges. Du er velkommen til at hjælpe Wikipedia ved at udvide den. |